# Каламеута жовта
Каламеута жовта (Calameuta idolon) — вид комах з родини Cephidae.

## Морфологічні ознаки
Тіло жовто-чорне. Крила світлі. Задні гомілки з одною надвершинной шпорою. Довжина тіла — 10–15 мм.

## Поширення
Охоплює Південну Європу, Північну Африку, Малу Азію, Кавказ та Закавказзя. 
В Україні — Закарпаття та Крим.

## Особливості біології
Імаго зустрічаються з середини травня і влітку на передгірних цілинних ділянках степового різнотрав'я, галявинах та узліссях широколистяних гірських лісів і шибляка. Личинки розвиваються у стеблах злакових рослин.

## Загрози та охорона
Загрози: повне розорювання під сади та виноградники цілинних ділянок і шибляків у передгір'ях.
Треба вивчити особливості біології виду, створити ентомологічні заказники у місцях його перебування.